# الدوتما (ابلعاس)
الدوتما هو دُوَّار يقع بجماعة تاهلوانت، إقليم الصويرة، جهة مراكش آسفي في المملكة المغربية. ينتمي الدوّار لمشيخة ابلعاس التي تضم دوارين. يقدر عدد سكانه بـ 1331 نسمة حسب الإحصاء الرسمي للسكان والسكنى لسنة 2004.

## روابط خارجية
- البوابة الوطنية للجماعات الترابية
- المندوبية السامية للتخطيط